# El Cabeço
El Cabeço es una colina perteneciente a la población de Pinoso en Alicante.

## Historia
El Cabeço tiene millones y millones de años, pero cuando más fama tuvo fue sobre 1700a.d.c, ya que en ese tiempo el pueblo de Pinoso fue denominado BIN que en latín significa Colina Perfecta. Y este nombre lo tenía gracias al Cabeço.

## Exploraciones
El cabeço, por llamarlo de alguna manera, es una fuente de OrO, ya que esta relleno de sal por dentro. Antiguamente familias musulmanas venían a caso hecho a BIN a llevarse sal porque antiguamente la sal era como oro. También se ha llegado a extraer petróleo de sus profundidades.
Ahora dota de minas de sal, de algunas cuevas como LA COVA DEL GEGANT, con depósitos de agua y con algunos departamentos hechos por el hombre para extraer la sal que tiene.
- Datos: Q5824140